# Ziminaïta
La ziminaïta és un mineral de la classe dels fosfats, que pertany al grup de la howardevansita.

## Característiques
La ziminaïta és un vanadat de fórmula química Fe3+
6(VO₄)₆. Va ser aprovada com a espècie vàlida per l'Associació Mineralògica Internacional l'any 2014. Cristal·litza en el sistema triclínic. L'exemplar que va servir per a determinar l'espècie, el que es coneix com a material tipus, es troba conservat al Museu Mineralògic Fersmann de l'Acadèmia Russa de les Ciències, a Moscou, amb el número de registre 4603/1. Forma part del grup de la howardevansita juntament amb la grigorievita, la howardevansita i la koksharovita.

## Formació i jaciments
Va ser descoberta al volcà Bezymyannyi, situat a l'óblast de Kamtxatka, dins el districte Federal de l'Extrem Orient, a Rússia. Es tracta de l'únic indret on ha estat trobada aquesta espècie mineral.